# Dekanat Brisbane North West
Dekanat Brisbane North West – jeden z 13 dekanatów rzymskokatolickiej archidiecezji Brisbane w Australii. 
Według stanu na wrzesień 2016 w skład dekanatu wchodziło 9 parafii rzymskokatolickich. 
Dziekanem jest ks. Ronald Mollison z parafii Wszystkich Świętych w Albany Creek, zaś siedziba dekanatu znajduje się pod adresem 4 Fahey's Road East, Albany Creek 4035. 
Swoim zasięgiem dekanat obejmuje północno-zachodnią część miasta Brisbane. Spośród 9 parafii, 5 prowadzonych jest przez księży ze zgromadzeń zakonnych. 

## Lista parafii
Źródło:
| Lp. | Miejscowość  | Parafia                                             | Grafika | Kościół                                                        | Adres                                     | Proboszcz                   |
| --- | ------------ | --------------------------------------------------- | ------- | -------------------------------------------------------------- | ----------------------------------------- | --------------------------- |
| 1   | Stafford     | Parafia Najświętszej Maryi Panny Królowej Apostołów |         | Kościół Najświętszej Maryi Panny Królowej Apostołów w Stafford | 70 Appleby Road Stafford 4053             | ks. Denis Scanlan           |
| 2   | Albany Creek | Parafia Wszystkich Świętych                         |         | Kościół Wszystkich Świętych w Albany Creek                     | 4 Fahey's Road East Albany Creek 4035     | ks. Ronald Mollison, PP     |
| 3   | Chermside    | Parafia Najświętszej Maryi Panny Anielskiej         |         | Kościół Najświętszej Maryi Panny Anielskiej w Chermside        | 146 Maundrell Terrace Chermside West 4032 |                             |
| 4   | Enoggera     | Parafia św. Jana Chrzciciela                        |         | Kościół św. Jana Chrzciciela w Enoggera                        | 23 Lovedale Street Wilston 4051           | ks. Michael Grace           |
| 5   | Gordon Park  | Parafia św. Carthage'a                              |         | Kościół św. Carthage'a w Gordon Park                           | 23 Lovedale Street Wilston 4051           | ks. Joseph Oudeman, OFM Cap |
| 6   | Clayfield    | Parafia św. Wilhelma                                |         | Kościół św. Wilhelma w Grovely                                 | 67 Dawson Parade Keperra 4054             | ks. Francis Lourigan, PP    |
| 7   | Kedron       | Parafia św. Teresy od Dzieciątka Jezus              |         | Kościół św. Teresy od Dzieciątka Jezus w Kedron                | 80 Turner Rd Kedron 4031                  | ks. Stephen Bliss, OFM PP   |
| 8   | Mitchelton   | Parafia Matki Bożej Bolesnej                        |         | Kościół Matki Bożej Bolesnej w Mitchelton                      | 67 Dawson Pde Keperra 4054                | ks. Frank Lourigan, PP      |
| 9   | Wilston      | Parafia św. Kolumby                                 |         | Kościół św. Kolumby w Wilston                                  | 23 Lovedale Street Wilston 4051           | ks. Michael Grace           |